# 서울경운학교
서울경운학교는 서울특별시 종로구 경운동에 소재하는 공립 특수학교이다. 발달장애 학생들을 위한 교육환경을 만들기 위해 초등학교, 중학교, 고등학교, 전공과 과정이 통합된 형태의 학교이다.

## 연혁
- 2002년 3월 1일 : 개교